# Peacock (service de streaming)
Pour les articles homonymes, voir Peacock.
 (août 2025).
Si vous disposez d'ouvrages ou d'articles de référence ou si vous connaissez des sites web de qualité traitant du thème abordé ici, merci de compléter l'article en donnant les références utiles à sa vérifiabilité et en les liant à la section « Notes et références ».
Universal+ initialement  intitulé Peacock, est un service payant américain de streaming vidéo par contournement lancé le 15 juillet 2020, détenu et exploité par la division Télévision et Streaming du groupe américain NBCUniversal, filiale du groupe Comcast. 

La plateforme tient son nom du paon du logo de NBC

La dénomination d'origine du service provient du logo historique de NBC figurant un paon ou peacock, en anglais[réf. nécessaire]. En octobre 2022, le service est annoncé pour être lancé France, sous l'appellation Universal+,.

## Programmes originaux

### Séries télévisées
- Brave New World (2020)
- Dr Death (2021)
- Girls5eva (2021)
- MacGruber (2021)
- Le Symbole perdu (2021)
- One of Us Is Lying (2021)
- The Girl in the Woods (2021)
- Chucky (2021)
- Bel-Air (2022)
- Joe vs. Carole (en) (2022)
- Angelyne (2022)
- Queer as Folk (2022)
- Vampire Academy (2022)
- A Friend of the Family (2022)
- The Calling (2022)
- Irreverent (2022)
- The Resort (2022)
- Pitch Perfect: Bumper in Berlin (2022)
- Poker Face (2023)
- Twisted Metal (2023)
- Le Continental : D'après l'Univers de John Wick (2023)
- Based on a True Story (2023)
- Apples Never Fall (2024)
- Those About to Die (2024)
- Teacup (2024)
- Hysteria! (2024)
- La Rivière des Disparues (2025)

### Films
- Firestarter de Keith Thomas (2022)
- They/Them de John Logan
- 2023 : Five Nights at Freddy's de Emma Tammi